# Carl Elfström
Carl Elfström, född 23 juli 1830 i Bollnäs församling, Gävleborgs län, död 12 februari 1917 i Ljungby församling, Kronobergs län, var en svensk orgelbyggare.
Carl Elfström var först anställd vid bröderna Söderlings orgelbyggeri i Göteborg, men började sedan egen verksamhet i Berga i Småland. 1871 reste han till Amerika för att studera orgelbyggeri. Han arbetade troligen på Steinways pianofabrik i New York och byggde där också ett par mindre orglar. När han efter två år kom hem, etablerade han sig som orgelbyggare i Ljungby. Hans orgelverkstad där var på sin tid en betydande industri med 25 anställda. Elfström hann med att bygga cirka 75 orglar till kyrkor i hela södra Sverige. Den största orgeln (28 stämmor) byggde han i Linköpings domkyrka 1887. Endast ett tiotal av Elfströms instrument är bevarade. Frillestads gamla orgel byggde han 1890, 60 år gammal. Sin sista orgel byggde han så sent som 1912. Han var då 82 år gammal.
En dotter till Carl Elfström var verksam som fotograf.

## Biografi
Carl Elfström föddes 23 juli 1830 på Röste i Bollnäs socken. Han var son till soldaten Carl Johan Elfström och Brita Nilsdotter. Elfström flyttade 1850 till Ovanåker och blev lärling hos orgelbyggaren Jonas Wengström. 1852 flyttade han till Amerika. Han blev 1853 orgelbyggarelev hos orgelbyggarna Johan Nikolaus Söderling och Carl Fredrik Söderling i Göteborg. År 1862 blev han orgelbyggarelev hos Per Larsson Åkerman i Stockholm.
1863 flyttade han till Västra Eds socken. 1864 flyttade han till kyrkoherden Isaac Strandmark i Södra Ljunga socken. 1866 bodde han i Jönköping.
1870 flyttade han till prästgården i Bolmsö socken. Där gifte han sig 16 augusti med Hilda Karolina Lundeberg (född 1832). Hon var dotter till kyrkoherden Pehr Lundeberg och Britta Elisabeth Leander i Bolmsö. Där fick de tillsammans dotter Britta Valborg Karolina (född 1870). Samma år flyttade familjen till Falköping. 1871 flyttade familjen till Nordamerika. 
Elfström bosattes sig 1873 på klockargården i Ljungby och arbetade där som orgelbyggare och direktör. Familjen flyttade 1876 till tomt 43 i Ljungby. Elfström avled 12 februari 1917.

## Orgelbyggen
| År              | Ursprunglig kyrka             | Stift      | Bild | Manualer | Pedal        | Stämmor | Bevarad orgel/fasad | Övrigt |
| --------------- | ----------------------------- | ---------- | ---- | -------- | ------------ | ------- | ------------------- | --- |
| 1864            | Berga kyrka                   | Växjö      |      |          |              | 18      | Nej/Ja              | En ny orgel byggdes 1951 av A Mårtenssons Orgelfabrik AB, Lund. |
| 1864            | Vittaryds kyrka               | Växjö      |      |          |              | 4       | Nej/Nej             | En ny orgel byggdes 1924 av Gebrüder Rieger, Jägerndorf, Österrike. |
| 1864            | Östra Karaby kyrka            | Lunds      |      |          |              |         | Nej/Nej             | Orgeln byggdes om 1927 av S. A. Runbäck till 6 stämmor. En ny orgel byggdes 1967 av Frederiksborgs Orgelbyggeri, Hilleröd, Danmark. |
| 1865            | Tannåkers kyrka               | Växjö      |      |          |              | 9       | Nej/Nej             | En ny orgel byggdes 1943 av John Vesterlund, Lövstabruk. |
| 1865            | Södra Ljunga kyrka            | Växjö      |      |          |              | 12      | Nej/Nej             | En ny orgel byggdes 1939 av John Grönvall Orgelbyggeri, Lilla Edet. |
| 1866            | Åhus kyrka                    |            |      |          |              |         |                     | |
| 1866            | Tånnö kyrka                   | Växjö      |      |          |              | 6       | Nej/Nej             | Elfström orgel invigdes 13 maj och besiktades av organisten Knut Lönngren. En ny orgel byggdes 1926 av Gebrüder Rieger, Jägerndorf, Österrike. |
| 1868 eller 1870 | Sjötofta kyrka                | Göteborg   |      |          |              | 6       | Nej/Nej             | En ny orgel byggdes 1925 av Levin Johansson, Liared. |
| 1870            | Ås kyrka                      | Växjö      |      | 2        | Ja           | 13      | Nej/Nej             | Orgeln besiktades och avprovades 13 augusti 1870 av organisten Knut Lönngren.Orgeln invigdes 10 juli 1870. En ny orgel byggdes 1962 av A Mårtenssons Orgelfabrik AB, Lund. |
| 1870            | Bolmsö kyrka                  | Växjö      |      |          |              | 9       | Nej/Nej             | En ny orgel byggdes 1949 av A Mårtenssons Orgelfabrik AB, Lund. |
| 1873            | Ljungby kyrka, Kronobergs län | Växjö      |      |          |              | 17      | Nej/Ja              | En ny orgel byggdes 1938 av John Grönvall Orgelbyggeri, Lilla Edet. Fasaden från Elfströms orgel är delvis bevarad. |
| 1874            | Enslövs kyrka                 | Göteborgs  |      |          |              | 13      | Nej/Ja              | Orgeln byggdes bakom Johan Nikolaus Söderlings fasad från 1839. En ny orgel byggdes 1922 av A Mårtenssons Orgelfabrik AB, Lund. |
| 1874            | Agunnaryds kyrka              | Växjö      |      | 2        | Självständig | 17      | Ja/Ja               | [ 34 ] |
| 1875            | Dörarps kyrka                 | Växjö      |      |          |              | 6       | Nej/Nej             | En ny orgel byggdes 1932 av M J & H Lindegrens Orgelbyggeri, Göteborg. |
| 1875            | Ryssby kyrka, Kronobergs län  |            |      |          |              |         |                     | |
| 1875            | Torpa kyrka                   | Växjö      |      | 2        | Självständig | 17      | Ja/Ja               | [ 34 ] |
| 1876            | Markaryds kyrka               | Växjö      |      |          |              | 20      | Nej/Nej             | En ny orgel byggdes 1939 av John Grönvall Orgelbyggeri, Lilla Edet. |
| 1876            | Forsheda kyrka                | Växjö      |      |          |              | 13      | Nej/Ja              | En ny orgel byggdes 1959 av Liareds Orgelbyggeri, Liared. |
| 1878            | Adelövs kyrka                 | Linköpings |      | 2        | Självständig | 17      | Ja/Ja               | Orgeln ändrades om 1968 av Reinhard Kohlus, Vadstena. En ny orgel byggdes 1985 av Olof Hammarberg, Göteborg. Fasaden och större delen av pipverket finns bevarat i den nuvarande orgeln. |
| 1878            | Kärda kyrka                   | Växjö      |      | 2        | Självständig | 17      | Ja/Ja               | Orgeln renoverades 1969 av Anders Perssons Orgelbyggeri, Viken. |
| 1879            | Hjärnarps kyrka               | Lunds      |      |          |              | 16      | Nej/Nej             | En ny orgel byggdes 1951 av Frederiksborgs Orgelbyggeri, Hilleröd, Danmark. |
| 1879            | Fornåsa kyrka                 | Linköpings |      | 1        | Bihängd      | 5       | Ja/Ja               | En ny orgel byggdes 1956 av Olof Hammarberg, Göteborg. Samma år flyttades Elfströms orgel med fasad till Betel, Forshaga. Den byggdes om och utökades samma år av Lothar Straubel, Åmål. 1981 ombyggdes och renoverades orgeln av Jan-Erik Straubel, Karlstad till 11 stämmor, två manualer och självständig pedal. |
| 1880            | Voxtorps kyrka                |            |      |          |              |         |                     | |
| 1880            | Blädinge kyrka                | Växjö      |      |          |              | 7       | Nej/Nej             | En ny orgel byggdes 1922 av E F Walcker, Ludwigsburg, Tyskland. |
| 1880            | Vartofta-Åsaka kyrka          | Skara      |      |          |              | 4       | Nej/Nej             | En ny orgel byggdes före 1967 av en okänd person. |
| 1880            | Hallaryds kyrka               | Växjö      |      | 2        | Självständig | 16      | Ja/Ja               | Avsynad 16 oktober 1880 av musikdirektör Wilhelm Heintze, Jönköping. Orgeln invigd söndagen 17 oktober 1880. Orgeln renoverades 1973 av J Künkels Orgelverkstad AB, Lund. |
| 1881            | Tolgs kyrka                   | Växjö      |      | 2        | Självständig | 19      | Ja/Ja               | Orgeln omdisponerades 1967 av J Künkels Orgelverkstad AB, Lund. |
| 1881 eller 1885 | Sjösås nya kyrka              | Växjö      |      |          |              | 16      | Nej/Nej             | En ny orgel byggdes 1943 av A Mårtenssons Orgelfabrik AB, Lund. |
| 1881            | Segerstads kyrka              | Växjö      |      |          |              | 7       | Nej/Nej             | EN ny orgel byggdes 1952 av Olof Hammarberg, Göteborg. |
| 1881            | Torslunda kyrka               | Växjö      |      |          |              | 18      | Nej/Nej             | En ny orgel byggdes 1951 av Frederiksborgs Orgelbyggeri, Hilleröd, Danmark. |
| 1882            | Båraryds kyrka                | Växjö      |      | 2        | Självständig | 16      | Ja/Ja               | Orgeln renoverades 1982 av Västbo Orgelbyggeri, Långaryd. |
| 1882            | Gullabo kyrka                 | Växjö      |      |          |              | 8       | Nej/Nej             | En ny orgel byggdes 1938 av John Grönvall Orgelbyggeri, Lilla Edet. |
| 1882            | Hångers kyrka                 | Växjö      |      | 2        | Bihängd      | 14      | Ja/Ja               | [ 34 ] |
| 1883            | Jämjö kyrka                   | Lunds      |      |          |              |         | Nej/Ja              | En ny orgel byggdes 1944 av A Mårtenssons Orgelfabrik AB, Lund. |
| 1883            | Tranemo kyrka                 | Göteborgs  |      |          |              | 15      | Nej/Nej             | En ny orgel byggdes 1938 av Levin Johansson, Liared. |
| 1884            | Norra Åkarps kyrka            | Lunds      |      |          |              | 12      | Nej/Ja              | En ny orgel byggdes 1973 av A Mårtenssons Orgelfabrik AB, Lund. |
| 1885            | Bjälbo kyrka                  | Linköpings |      | 2        | Självständig | 11      | Ja (delvis)/Ja      | Uppsatt i juli 1885. 1946 omändrades orgeln av Marcussen & Son, Danmark, då en 12:e stämma kan ha blivit tillagd. 1970 renoverades den av Reinhard Kohlus, Vadstena. |
| 1885            | Stjärnorps kyrka              | Linköpings |      |          |              | 8       | Nej/Nej             | En ny orgel byggdes 1941 av E. A. Setterquist & Son Eftr., Örebro. |
| 1885            | Örberga kyrka                 | Linköpings |      | 1        | Bihängd      | 8       | Ja/Ja               | 1937 fick orgeln ett crescendoskåp. 1952 flyttades Gemshorn 8' upp en oktav. Den renoverades 1982 av Henrik Lind, Vreta kloster. Då togs crescendoskåpet bort från 1937. |
| 1885            | Hannäs kyrka                  | Linköpings |      | 2        | Självständig | 17      | Ja/Ja               | Orgeln renoverades och omändrades 1961 av Jacoby Orgelverkstad, Stockholm. |
| 1886            | Sövestads kyrka               | Lunds      |      |          |              | 10      | Nej/Nej             | En ny orgel byggdes 1956 av Frederiksborgs Orgelbyggeri Hillröd, Danmark. |
| 1886            | Östra Hargs kyrka             | Linköpings |      | 1        | Bihängd      | 8       | Ja/Ja               | Fasaden som används till orgeln är från 1786 års orgel, byggd av Pehr Schiörlin, Linköping. Orgeln omdisponerad med en stämma "Rörflöjt 4'" år 1965 av Reinhard Kohlus, Vadstena. |
| 1886            | Hagebyhöga kyrka              | Linköpings |      | 1        | Bihängd      | 7       | Ja/Ja               | 1977 tillbyggdes självständig pedal till orgeln av Reinhard Kohlus, Vadstena. |
| 1886/1885       | Östra Tollstads kyrka         | Linköpings |      | 2        | Självständig | 18      | Ja/Ja               | [ 40 ] |
| 1887            | Gårdeby kyrka                 | Linköpings |      |          |              | 7       | Nej/Ja              | En ny orgel byggdes 1956 av Åkerman & Lund, Knivsta. |
| 1888            | Furingstads kyrka             | Linköpings |      | 2        | Bihängd      | 10      | Ja/Ja               | [ 40 ] |
| 1888            | Ramsjö kyrka                  | Uppsala    |      | 1        | Bihängd      | 8       | Nej/Nej             | Orgeln byggdes om 1908 av Johansson & Björklund (Daniel Björkstrand), Ilsbo). Den omdisponerad 1958. En ny orgel byggdes 1969–1970 av Grönlunds Orgelbyggeri AB, Gammelstad. |
| 1890 eller 1891 | Rystads kyrka                 | Linköpings |      | 2        | Självständig | 16      | Nej/Ja              | Fasaden som användes till orgeln var från 1783 års orgel byggd av Pehr Schiörlin, Linköping. Orgeln byggdes om 1936. En ny orgel byggdes 1971 av Frederiksborgs Orgelbyggeri, Hilleröd, Danmark. |
| 1890            | Södra Kedums kyrka            |            |      |          |              |         |                     | |
| 1890            | Kånna kyrka                   | Växjö      |      |          |              | 4       | Nej/Nej             | En ny orgel byggdes 1956 av Wilhelm Hemmersam, Köpenhamn. |
| 1890            | Tryde kyrka                   | Lunds      |      |          |              | 14      | Nej/Ja              | En ny orgel byggdes 1977 av Olof Hammarberg, Göteborg. |
| 1890            | Frillestads kyrka             | Lunds      |      | 1        | Bihängd      | 8       | Ja/Ja               | 1953 renoverades orgeln av Bo Wedrup, Uppsala. |
| 1891 eller 1892 | Källa nya kyrka               | Växjö      |      | 1        | Självständig | 8       | Ja/Ja               | Orgeln omändrades 1970 av okänd person. |
| 1892 eller 1891 | Härlövs kyrka                 | Växjö      |      |          |              | 8       | Nej/Nej             | En ny orgel byggdes 1968 av Anders Perssons Orgelbyggeri, Viken. |
| 1891            | Mölltorps kyrka               |            |      |          |              |         |                     | |
| 1890 eller 1893 | Nydala kyrka                  | Växjö      |      |          |              | 10      | Nej/Nej             | En ny orgel byggdes 1967 av Richard Jacoby Orgelverkstad, Stockholm. |
| 1893            | Gammalstorps kyrka            | Lunds      |      |          |              | 13      | Nej/Nej             | Orgeln förstördes i en brand år 1946. |
| 1891 eller 1893 | Badelunda kyrka               | Västerås   |      |          |              | 11      | Nej/Nej             | Orgeln utökades 1953 av Marcussen & Søn, Aabenraa, Danmark till 18 stämmor, två manualer och pedal. En ny orgel byggdes 1978 av Olof Hammarberg, Göteborg. |
| 1893            | Lekaryds kyrka                | Växjö      |      | 2        | Självständig | 14      | Ja/Ja               | Fasaden till orgeln är från Pehr Schiörlins orgel byggd 1795. Orgeln renoverades och omdisponerades 1942 och 1964. |
| 1894            | S:t Olofs kyrka               | Lunds      |      |          |              | 12      | Nej/Nej             | En ny orgel byggdes 1970 av A Mårtenssons Orgelfabrik AB, Lund. |
| 1894/1884       | Blåviks kyrka                 | Linköpings |      | 1        | Bihängd      | 7       | Ja/Ja               | [ 40 ] |
| 1894            | Uråsa kyrka                   | Växjö      |      |          |              | 7 1⁄2   | Nej/Ja              | En ny orgel byggdes 1955 av Frederiksborgs Orgelbyggeri, Hilleröd, Danmark i Uråsa kyrka. Elfströms orgel och fasad såldes samma år till Skogslyckans kyrka, Växjö. En ny orgel byggdes 1966 i Skogslyckans kyrka av Anders Perssons Orgelbyggeri, Viken.                                                           |
| 1895            | Hamneda kyrka                 | Växjö      |      | 2        | Självständig | 15      | Ja/Ja               | [ 34 ] |
| 1895 eller 1897 | Kristianopels kyrka           | Lunds      |      |          |              |         | Nej/Ja              | Orgeln omändrades 1951 och 1965. En ny orgel byggdes 1979 av Olof Hammarberg, Göteborg. |
| 1895            | Gårdsby kyrka                 |            |      |          |              |         |                     | Renovering. |
| 1896            | Järeda kyrka                  | Linköpings |      | 1        | Självständig |         | Nej/Nej             | En ny orgel byggdes 1938 av Åkerman & Lund, Sundbybergs stad. |
| 1897            | Lekeryds kyrka                |            |      |          |              |         |                     | |
| 1898            | Hinneryds kyrka               | Växjö      |      |          |              | 16      | Nej/Ja              | En ny orgel byggdes 1958 av Frede Aagaard. |
| 1899            | Aneboda kyrka                 | Växjö      |      | 2        | Självständig | 16      | Ja/Ja               | Orgeln renoverades 1970 av J Künkels Orgelverkstad AB, Lund. |
| 1903            | Tutaryds kyrka                |            |      |          |              |         |                     | |
| 1904 eller 1903 | Backaryds kyrka               |            |      |          |              |         |                     | |
| 1905            | Gislaveds kyrka               |            |      |          |              |         |                     | |
| 1912            | Silbodals kyrka               | Karlstad   |      |          |              | 13      | Nej/Nej             | En ny orgel byggdes 1955 av A Magnussons Orgelbyggeri AB, Göteborg. |

### Renoveringar
| År              | Ursprunglig kyrka   | Stift      | Bild | Manualer | Pedal        | Stämmor | Bevarad orgel/fasad | Övrigt |
| --------------- | ------------------- | ---------- | ---- | -------- | ------------ | ------- | ------------------- | --- |
| 1876            | Marsvinsholms kyrka | Lunds      |      |          |              |         | Nej/Nej             | Elfström byggde om en orgel 1876. Orgeln var byggd 1869 av Daniel Köhne, Köpenhamn och hade 20 stämmor. En ny orgel byggdes 1913 av Eskil Lundén, Göteborg.                                                                               |
| 1882 eller 1887 | Linköpings domkyrka | Linköpings |      | 2        | Självständig | 29      | Nej/Ja              | 1887 byggde Elfström om en orgel till 29 stämmor, två manualer och pedal. Orgeln var byggd 1723 av Johan Niklas Cahman, Stockholm och hade 28 stämmor, två manualer och pedal. En ny orgel byggdes 1929 av E A Setterquist & SOn, Örebro. |
| 1884            | Mönsterås kyrka     | Växjö      |      |          |              | 17      | Nej/Ja              | 1884 utökade Elfström en orgel till 17 stämmor. Orgeln var byggd 1858 av Johan Nikolaus Söderling, Göteborg. En ny orgel byggdes 1964 av Olof Hammarberg, Göteborg.                                                                       |

## Medarbetare
- Nils Alfred Andersson (född 1854). Han arbetade mellan 1882 och 1892 som orgelbyggeriarbetare hos Elfström.[28][29]
- 1898–1901: Fritz Hjalmar Valdemar Söderberg, född 16 december 1880 i Ryssby, var snickarlärling.